# Cratere Hargreaves
Hargreaves è un cratere lunare di 18 km situato nella parte sud-orientale della faccia visibile della Luna.